# Johannes Runnenburg
Johannes Theodorus (Theo) Runnenburg (Amsterdam, 19 februari 1932 – Hilversum, 16 april 2008) was een Nederlands wiskundige en hoogleraar aan de Universiteit van Amsterdam (1962-1997).

## Biografie
Runnenberg studeerde wis- en natuurkunde aan de Universiteit van Amsterdam (UvA) waar hij in 1956 zijn doctoraalexamen wiskunde behaalde. Hij promoveerde vier jaar later cum laude op het proefschrift met de titel "On the use of Markov processes in one-server waiting-time problems and renewal theory" onder begeleiding van hoogleraar Nicolaas Govert de Bruijn.
In 1961 werd Runnenberg benoemd tot lector in de waarschijnlijkheidsrekening en analyse aan de Universiteit van Amsterdam. Twee jaar later werd hij er gewoon hoogleraar in hetzelfde vakgebied van de wiskunde. Van 1965 tot aan zijn pensionering in 1997 was hij er hoogleraar 'zuivere en toegepaste wiskunde'.

## Publicaties
- Machines Served by a Patrolling Operator (1957)
- On the use of Markov processes in one-server waiting-time problems and renewal theory (1960)
- Einige voorbeelden van stochastische processen: openbare les Universiteit van Amsterdam (1961)
- An Example Illustrating the Possibilities of Renewal Theory and Waiting-time Theory for Markov-dependent Arrival-intervals (1961)
- On K.L. Chung's problem of imbedding a time-discrete Markov chain in a time-continuous one for finitely many states (1962) Met Carel Louis Scheffer. Amsterdam: Mathematisch Centrum.